# Quận Sampson, North Carolina
Quận Sampson là một quận nằm ở tiểu bang Bắc Carolina. Tại thời điểm năm 2000, quận có dân số 60.161 người. Quận lỵ đóng ở Clinton6.
Quận được lập nn 1784 từ quận Duplin. quận được đặt tên theo John.
Quận Sampson là nơi sinh của William R. King.

## Địa lý
Theo Cục điều tra dân số Hoa Kỳ, quận có tổng diện tích 947 dặm Anh vuông (2.454 km²), trong đó, 945 dặm Anh vuông (2.449 km²) là diện tích đất và 2 dặm Anh vuông (5 km²) trong tổng diện tích (0,21%) là diện tích mặt nước.
Quận có các sông Black và South cũng như rạch Six Run.

### Các thị trấn
Quận được chia thành 19 xã: Belvoir, Dismal, Franklin, Halls, Herring, Honeycutt, Lisbon, Little Coharie, McDaniels, Mingo, Newton Grove, North Clinton, Piney Grove, Plain View, South Clinton, South River, Taylors Bridge, Turkey, và Westbrook.

### Các quận giáp ranh
- Quận Johnston, Bắc Carolina - Bắc
- Quận Wayne, Bắc Carolina - Đông bắc
- Quận Duplin, Bắc Carolina - Đông
- Quận Pender, Bắc Carolina - Đông nam
- Quận Bladen, Bắc Carolina - Tây nam
- Quận Cumberland, Bắc Carolina - Tây
- Quận Harnett, Bắc Carolina - Tây bắc

## Thông tin nhân khẩu
Theo cuộc điều tra dân số2 tiến hành năm 2000, quận này có dân số 60.161 người, 22.273 hộ, và 16.214 gia đình sinh sống trong quận này. Mật độ dân số là 64 người trên mỗi dặm Anh vuông (25/km²). Đã có 25.142 đơn vị nhà ở với một mật độ bình quân là 27 trên mỗi dặm Anh vuông (10/km²). Cơ cấu chủng tộc của dân cư sinh sống tại quận này gồm 59,76% người da trắng, 29,95% người da đen hoặc người Mỹ gốc Phi, 1,81% người thổ dân châu Mỹ, 0,31% người gốc châu Á, 0,09% người các đảo Thái Bình Dương, 6,95% từ các chủng tộc khác, và 1,13% từ hai hay nhiều chủng tộc. 10,77% dân số là người Hispanic hoặc người Latin thuộc bất cứ chủng tộc nào.
Có 22.273 hộ trong đó có 33,40% có con cái dưới tuổi 18 sống chung với họ, 53,60% là những cặp kết hôn sinh sống với nhau, 14,30% có một chủ hộ là nữ không có chồng sống cùng, và 27,20% là không gia đình. 23,70% trong tất cả các hộ gồm các cá nhân và 10,20% có người sinh sống một mình và có độ tuổi 65 tuổi hay già hơn. Quy mô trung bình của hộ là 2,64 còn quy mô trung bình của gia đình là 3,09,
Phân bố độ tuổi của cư dân sinh sống trong huyện là 25,80% dưới độ tuổi 18, 9,40% từ 18 đến 24, 29,70% từ 25 đến 44, 22,30% từ 45 đến 64, và 12,80% người có độ tuổi 65 tuổi hay già hơn. Độ tuổi trung bình là 35 tuổi. Cứ mỗi 100 nữ giới thì có 98,20 nam giới. Cứ mỗi 100 nữ giới có độ tuổi 18 và lớn hơn thì, có 95,90 nam giới.
Thu nhập bình quân của một hộ ở quận này là $31,793, và thu nhập bình quân của một gia đình ở quận này là $38.072, Nam giới có thu nhập bình quân $26.806 so với mức thu nhập $20.657 đối với nữ giới. Thu nhập bình quân đầu người của quận là $14.976, Khoảng 13,50% gia đình và 17,60% dân số sống dưới ngưỡng nghèo, bao gồm 21,50% những người có độ tuổi 18 và 21,50% là những người 65 tuổi hoặc già hơn.

## Thành phố và thị trấn
- Autryville
- Bonnetsville
- Clinton
- Delway
- Garland
- Harrells
- Ingold
- Ivanhoe
- Keener
- Newton Grove
- Plain View
- Roseboro
- Salemburg
- Spiveys Corner
- Turkey
- Vann Crossroads